# 미니 DIN 단자
미니 DIN 단자(Mini-DIN connector)는 다양한 응용 부문에 사용되는 다중 핀 전기 단자 제품군이다. 미니 DIN 9.5mm(3/8인치)는 더 크고 오래된 13.2mm 직경 DIN 단자와 유사하다.

## 설계

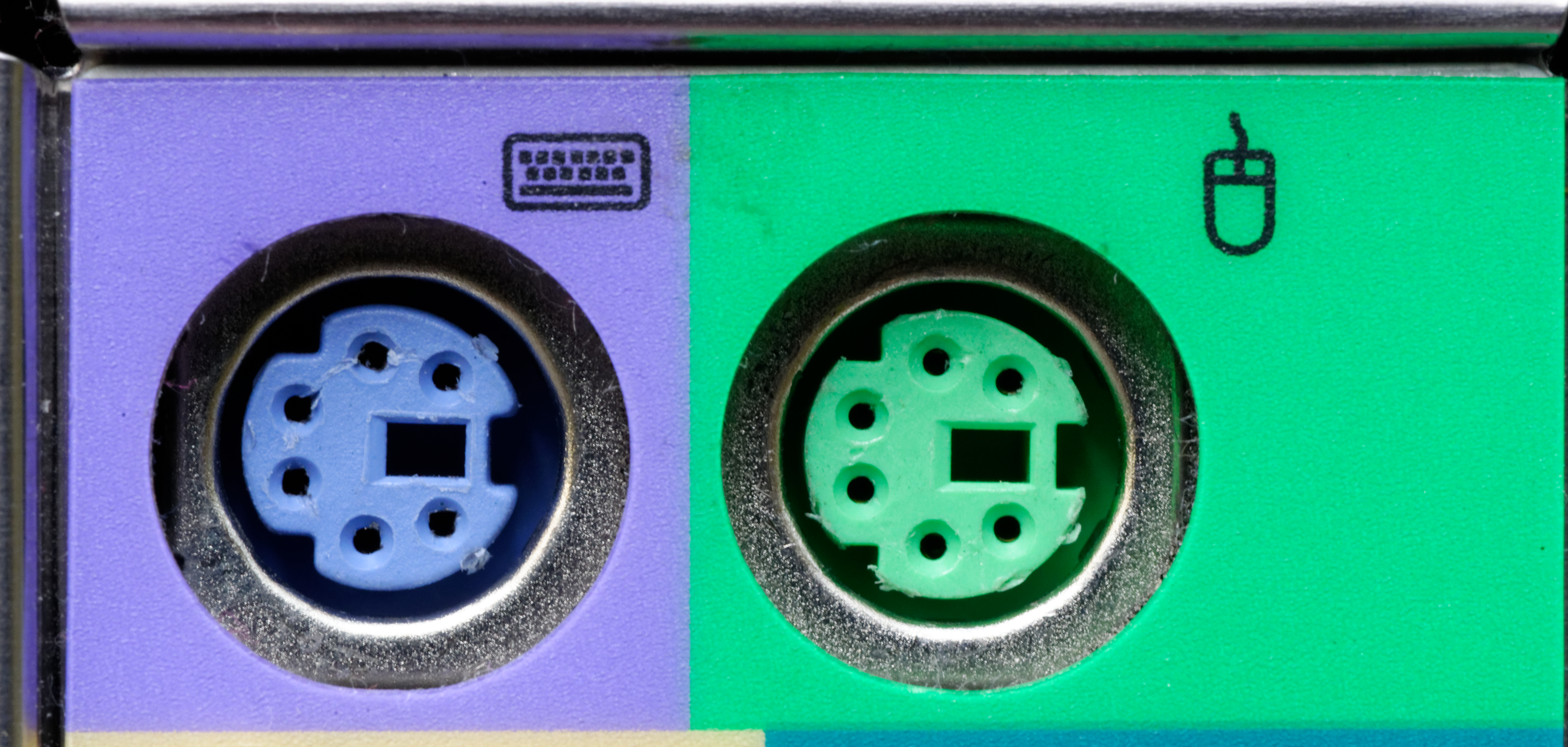
개인 컴퓨터 뒷면의 색 부호화된 PS/2 연결 단자 (자주색이 키보드이며 녹색이 마우스이다)

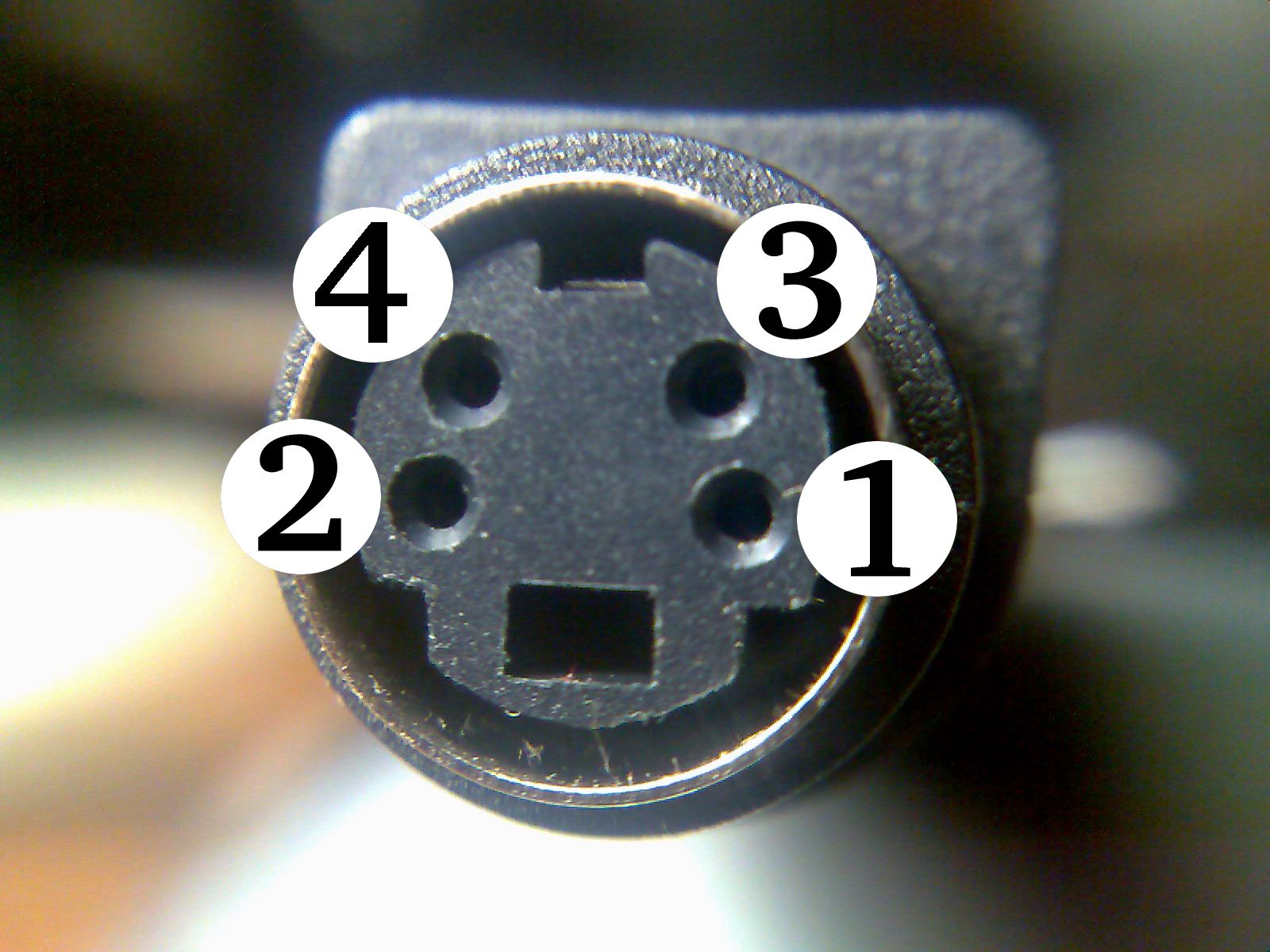
S-비디오 커넥터: 암 커넥터이므로 핀 1이 오른쪽 하단에 있다.

미니 DIN 커넥터는 직경이 9.5 밀리미터 (3⁄8 in)이고 7개 패턴으로 제공되며 핀 수는 3~9개이다. 각 패턴은 한 패턴의 플러그가 다른 패턴의 소켓과 결합될 수 없는 방식으로 맞춰져 있다. 그것들은 (1) 핀 배열, (2) 사각형 키 크기 및 위치, (3) 원형 차폐 금속 스커트 노치 및 금속 추가 사항에서 동시에 직접적으로 겹치는 유사점이 없이 서로 크게 다르다. 비표준 미니 DIN 커넥터는 서로 또는 표준 미니 DIN 커넥터와 직접적으로 중첩되는 특성을 가질 수 있다.

## 같이 보기
- JVC
- 베이어다이나믹